# John Crowley (regista)
John Crowley (Cork, 19 agosto 1969) è un regista irlandese.
Il regista irlandese è noto perlopiù per i suoi film Intermission (2003) e Boy A (2007). Molto attivo anche nel teatro, ha diretto numerose prime di Broadway.

## Filmografia

### Cinema
- Intermission (2003)
- Boy A (2007)
- Is Anybody There? (2008)
- Closed Circuit (2013)
- Brooklyn (2015)
- Il cardellino (The Goldfinch) (2019)
- We Live in Time - Tutto il tempo che abbiamo (We Live in Time) (2024)

### Televisione
- Come and Go – corto TV (2000), adattamento del dramma teatrale Va e vieni di Samuel Beckett
- Celebration – film TV (2007), adattamento del dramma teatrale Anniversario di Harold Pinter
- True Detective – serie TV, stagione 2, 2 episodi (2015)

## Riconoscimenti
- Premio BAFTA
  - 2008 - Candidatura al miglior dramma singolo per Boy A
  - 2008 - Miglior regista per Boy A
  - 2016 - Miglior film britannico per Brooklyn